# Charbogne
Charbogne è un comune francese di 219 abitanti situato nel dipartimento delle Ardenne nella regione del Grand Est.

## Storia
La famiglia di nome Charbogne è citata nel 1172. Nel 1203 il villaggio passò al conte di Rethel. Enrichetta di Nevers, vedova di Ludovico Gonzaga-Nevers, vendette nel 1600 la signoria a Jean de Guiot, governatore di Mézières,  che vi fece costruire una fattoria fortificata, che vendette nel 1676 ad Antoine de Wignacourt.

### Simboli
Lo stemma è stato adottato il 10 marzo 2000.

## Società

### Evoluzione demografica
Abitanti censiti